# Oskar Bartel

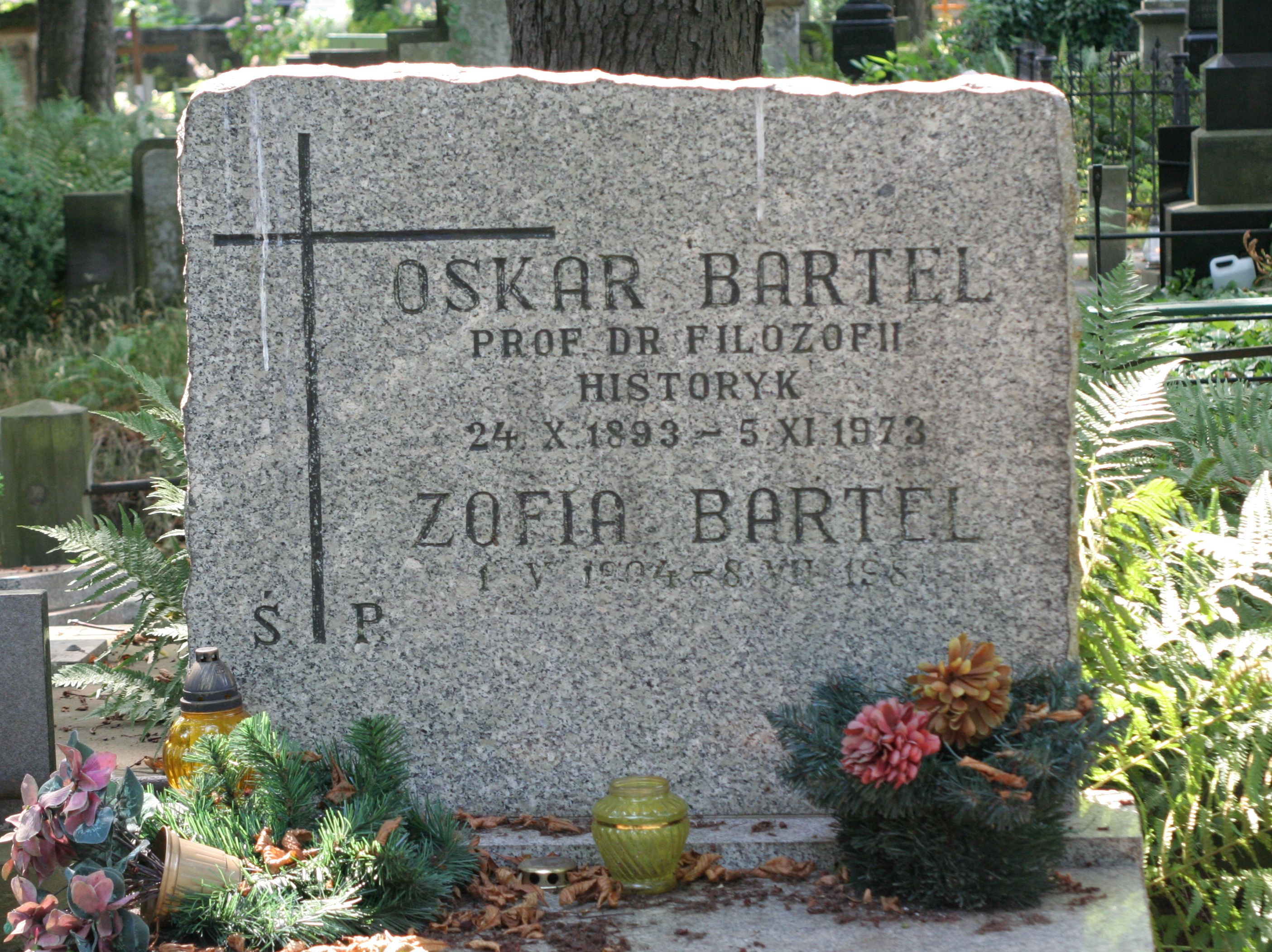
Grób Oskara Bartla na cmentarzu ewangelicko-augsburskim w Warszawie

Oskar Bartel (ur. 24 października 1893 we Władysławowie, zm. 5 listopada 1973 w Warszawie) – polski historyk Kościoła, badacz dziejów reformacji. 

## Życiorys
Studiował na uniwersytetach w Dorpacie i Moskwie. Następnie w 1928 uzyskał doktorat na Uniwersytecie Warszawskim pod kierunkiem Marcelego Handelsmana. Od 1919 nauczyciel historii w szkołach średnich. W czasie okupacji czynny w tajnym nauczaniu. Od 1946 wykładowca historii Kościoła na Wydziale Teologii Ewangelickiej UW, od 1955 profesor nadzwyczajny w Chrześcijańskiej Akademii Teologicznej, od 1965 profesor zwyczajny. Od 1956 redaktor pisma „Odrodzenie i Reformacja w Polsce”.
W 1951 jego praca O Józefie Piłsudskim: odczyt wygłoszony na poranku w Gimnazjum im. Mikołaja Reja w Warszawie w dniu imienin Marszałka Józefa Piłsudskiego została wycofana z polskich bibliotek oraz objęta cenzurą.
Pochowany na cmentarzu ewangelicko-augsburskim przy ulicy Młynarskiej (aleja 18, grób 2a).

## Wybrane publikacje
- Grzegorz Paweł z Brzezin. Studjum z czasów reformacji w Polsce, Kraków 1927.
- Z dziejów Reformacji w Polsce. Walka rel.-dogmatyczna w latach 1559–1562, Warszawa 1928.
- O Józefie Piłsudskim. Odczyt wygłoszony na poranku w Gimnazjum im. Mikołaja Reja w Warszawie w dniu imienin Marszałka Józefa Piłsudskiego, Warszawa 1929.
- Jan Łaski. Cz. 1, 1499–1556, red. nauk: Henryk Barycz, Warszawa: Państwowe Wydawnictwo Naukowe 1955 (wyd. 2 - 1999, przekład niemiecki – 1981).
- Protestantyzm w Polsce, „Zwiastun”, Warszawa 1963.